# 370 (số)
370 (ba trăm bảy mươi) là một số tự nhiên ngay sau 369 và ngay trước 371.